# Niccolò Mornati
Niccolò Mornati (Milán, 28 de octubre de 1980) es un deportista italiano que compitió en remo. Su hermano Carlo compitió en el mismo deporte.
Ganó cinco medallas en el Campeonato Mundial de Remo entre los años 2002 y 2011, y dos medallas de plata en el Campeonato Europeo de Remo, en los años 2010 y 2011.
Participó en tres Juegos Olímpicos de Río de Janeiro 2016, entre los años 2004 y 2012, ocupando el séptimo lugar en Atenas 2004 (ocho con timonel) y el cuarto en Londres 2012 (dos sin timonel).

## Palmarés internacional
| Campeonato Mundial | Campeonato Mundial          | Campeonato Mundial | Campeonato Mundial |
| Año                | Lugar                       | Medalla            | Prueba             |
| ------------------ | --------------------------- | ------------------ | ------------------ |
| 2002               | Sevilla (España)            | Medalla de bronce  | Cuatro sin timonel |
| 2005               | Kaizu (Japón)               | Medalla de plata   | Ocho con timonel   |
| 2006               | Eton (Reino Unido)          | Medalla de plata   | Ocho con timonel   |
| 2007               | Múnich (Alemania)           | Medalla de plata   | Cuatro sin timonel |
| 2011               | Bled (Eslovenia)            | Medalla de bronce  | Dos sin timonel    |
| Campeonato Europeo |                             |                    |                    |
| Año                | Lugar                       | Medalla            | Prueba             |
| 2010               | Montemor-o-Velho (Portugal) | Medalla de plata   | Dos sin timonel    |
| 2011               | Plovdiv (Bulgaria)          | Medalla de plata   | Dos sin timonel    |